# United Group
 (транскр.  Јунајтед груп) је медијско предузеће са седиштем у Хофдорпу које је основао српски предузетник Драган Шолак. Управља телекомуникационим платформама и услугама мас-медија.

## Историја
почиње као мала кабловска компанија 2000. године која се током година ширила стицањем и формирањем многобројних компанија, као што су SBB и Telemach Словенија, Босна и Херцеговина и Црна Гора. Током 2014. године је Telemach Црна Гора постала део Јунајтед групе. У априлу 2015. године, Телемах Словенија је купила Тушмобил. Овим потезом су начинили јединствен корак у региону, јер је Јунајтед група постала прва компанија која је пружала све телекомуникационе услуге у једном домаћинству. Данас је United Group највећа алтернативна претплатничка ТВ платформа у региону бивше Југославије, пружајући услуге телевизије, интернета, фиксне и мобилне телефоније великом броју домаћинстава и канцеларија путем кабловских, ДТХ и ОТТ платформи.
Током 2013. године, United Group је направила светску ОТТ платформу, Нет ТВ плус, која пружа претплатничку телевизију и фиксну телефонију у дијаспори Југославије. Од марта 2014, United Group је у већинском власништву KKR-а, водеће глобалне инвестиционе фирме са седиштем у Њујорку и са зарадом од 94 милијарде долара. Европска банка за обнову и развој је коинвеститор компаније.
У септембру 2018. године, британска компанија BC Partners започела је процес куповине већинског удела United Group-а од KKR-а за процену предузећа од 2,6 милијарди евра. Куповина је завршена 4. марта 2019.

## Телекомуникационе платформе
Чланови Јунајтед групе су:
- Телемах — кабловски оператор у Словенији, Хрватској, Босни и Херцеговини и Црној Гори.
- ЕОН САТ (бивши Тотал ТВ) — регионална ДТХ платформа (Словенија, Хрватска).
- (бивши Forthnet) — један од водећих пружалаца услуга кућне забаве и комуникација у Грчкој - телевизије, широкопојасног интернета, мобилне и фиксне телефоније.
- Vivacom — бугарски мобилни провајдер.

## Промотивни простор
је највећа агенција за продају промотивног простора путем кабловских и сателитских канала у региону.
Промотивни простор CAS Media:
- Animal Planet
- Discovery Channel
- Viasat Explore
- Viasat History
- Viasat Nature
- TLC
- E!
- ID
- Нова ТВ (Србија, Хрватска, Црна Гора, Босна и Херцеговина)
- Спорт клуб 1
- Спорт клуб 2
- Спорт клуб 3
- Спорт клуб голф
- Лов и риболов
- Н1 (Србија, Хрватска, Босна и Херцеговина)
- Pikaboo
- Grand
- Cienmania
- TV1000
- AXN
- Дива
- IDJ
- Фортуна